# 沃岡
沃岡（法語：Vogan），是多哥的城鎮，位於該國南部，由濱海區負責管轄，是沃省的首府，面積20平方公里，海拔高度92米，2022年人口24,983人。